# Der Kanon (O Canône)

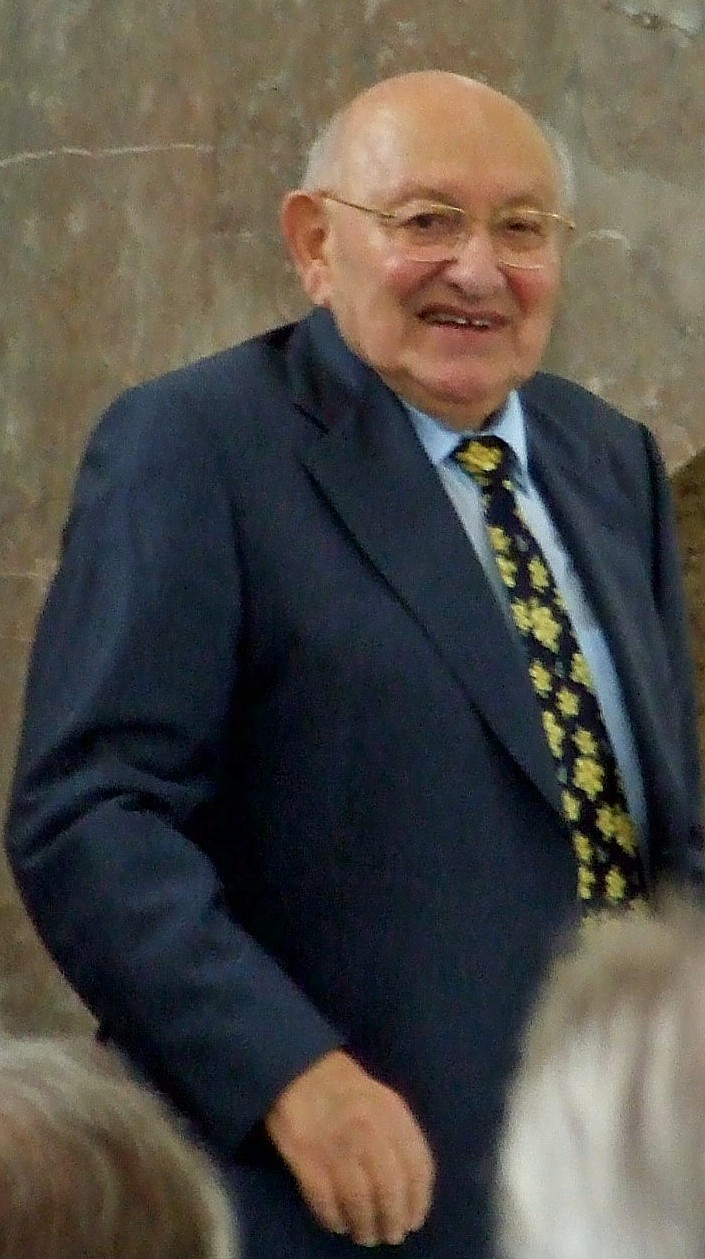
Marcel Reich-Ranicki

Der Kanon ou mais precisamente Marcel-Reich-Ranickis Kanon é uma antologia de obras exemplares da literatura alemã. Editado pelo crítico literário Marcel Reich-Ranicki, que a chamou de antologia, anunciada em 18 de junho de 2001 na revista alemã Der Spiegel sob o título "O Cânon das valiosas obras alemãs", sua magnum opus. As cinco partes foram publicadas de 2002 a 2006 pela Insel Verlag: 1. Romances (2002), 2. Contos / histórias (2003), 3. Obras dramáticas (2004), 4. Poesia (2005) e 5. Ensaios (2006). Como esperado, enfrentou oposição e crítica e até mesmo a ideia de uma antologia de livros foi questionada, mas Reich-Ranicki chamou esse questionamento de "incompreensível, porque a falta de um cânone significaria uma recaída na barbárie. Ele procurou diferenciar sua antologia de compilações anteriores em sua esperança de imaginar um "juiz leitor", como professores, alunos, bibliotecários, que precisariam se basear neste cânone porque estavam na "primeira linha daqueles que lidam com literatura profissionalmente." 
A antologia editada leva o título da série, Der Kanon. Die deutsche Literatur (O Cânon da Literatura Alemã) em livro com estojos.